# Apate
Apate era la divinità dell'inganno, uno degli spiriti contenuti nel vaso di Pandora, figlia di Nyx ed Erebo. La sua controparte maschile era Dolos, mentre il suo opposto era Aletheia, dea della verità e faceva parte dei Pseudologoi. Nella mitologia romana è identificata con Fraus.

## Mitologia
La dea appare nel mito della nascita di Dioniso. Egli era figlio di un tradimento di Zeus, che con un aspetto umano voleva congiungersi con la mortale Semele, e perciò Era furiosa per l'ennesimo tradimento del  marito si rivolge proprio ad Apate la quale le presta un cinto somigliante a quello portato da Afrodite che era in grado di far sembrare veritiere le menzogne all'ascoltatore; quindi Era si dirige a Tebe ornata di tale cinto sotto l'aspetto della vecchia nutrice di Cadmo. Era, in tal modo dissimulata, consiglia Semele di chiedere a Zeus una prova della sua identità di dio del suo amore per lei, a questo punto Semele è preda della gelosia che alberga in Era e vuole unirsi a Zeus in forma divina,  e non travisato come fa con tutte le sue altre amanti mortali. Ma l'amore con un dio è un fuoco e come tale la brucia mentre Ermes salva il feto immaturo di Dioniso, frutto dell'amplesso, dal rogo. Semele verrà poi accolta nell'Olimpo sotto il nome di Tione, in quanto la vendetta ha placato Era.